# Wasserturm (Böckingen)

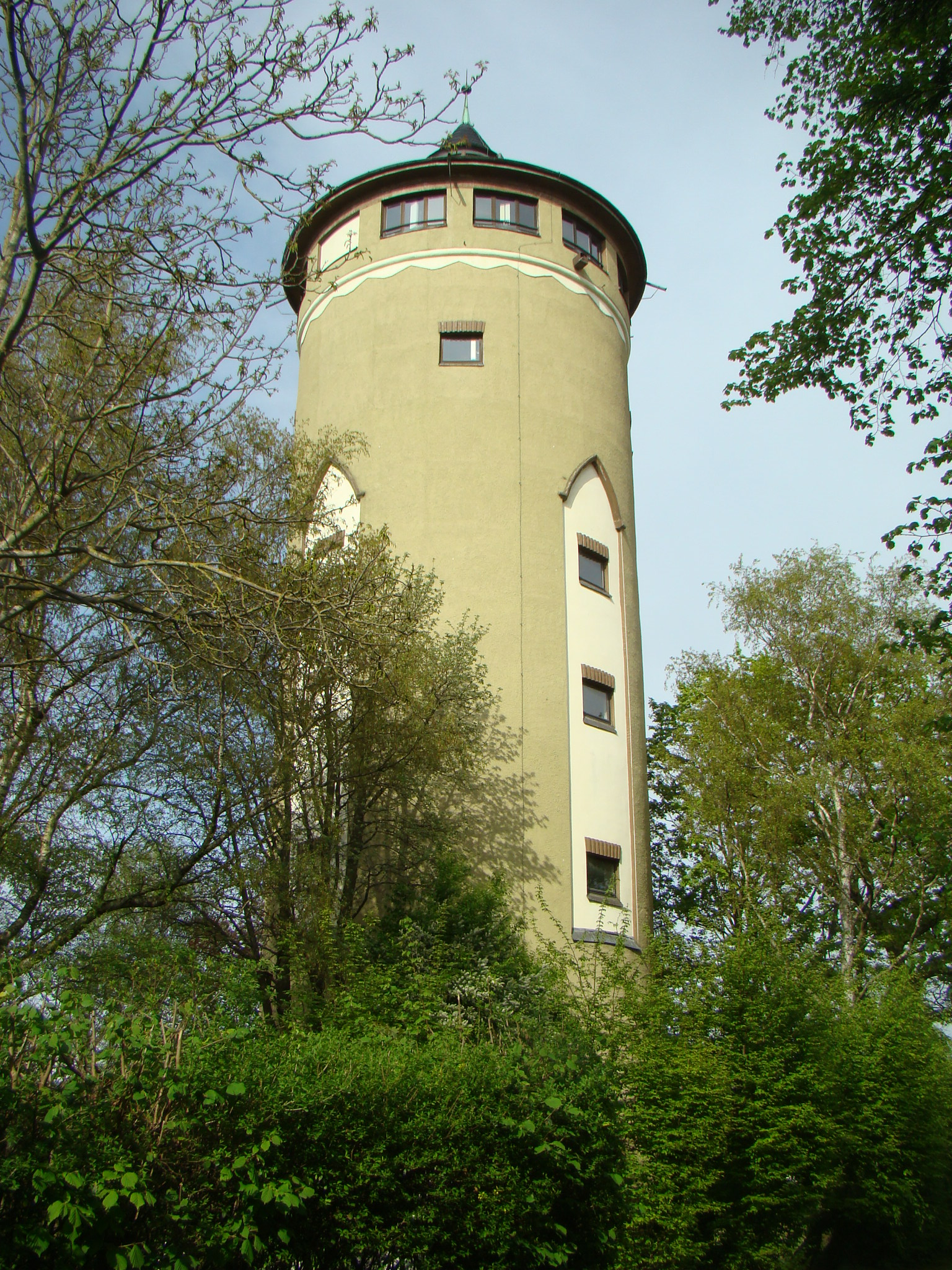
Böckinger Wasserturm

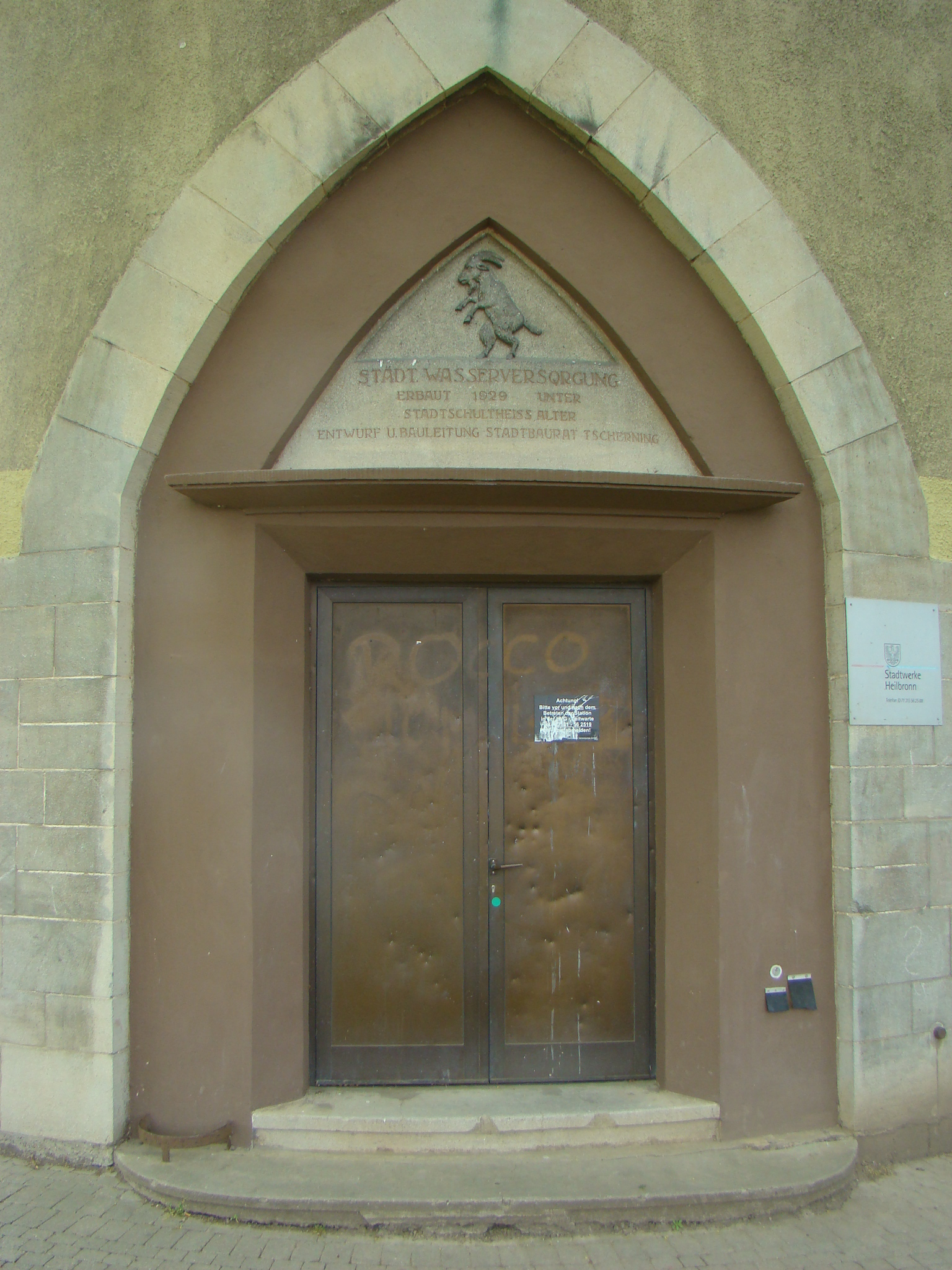
Pforte

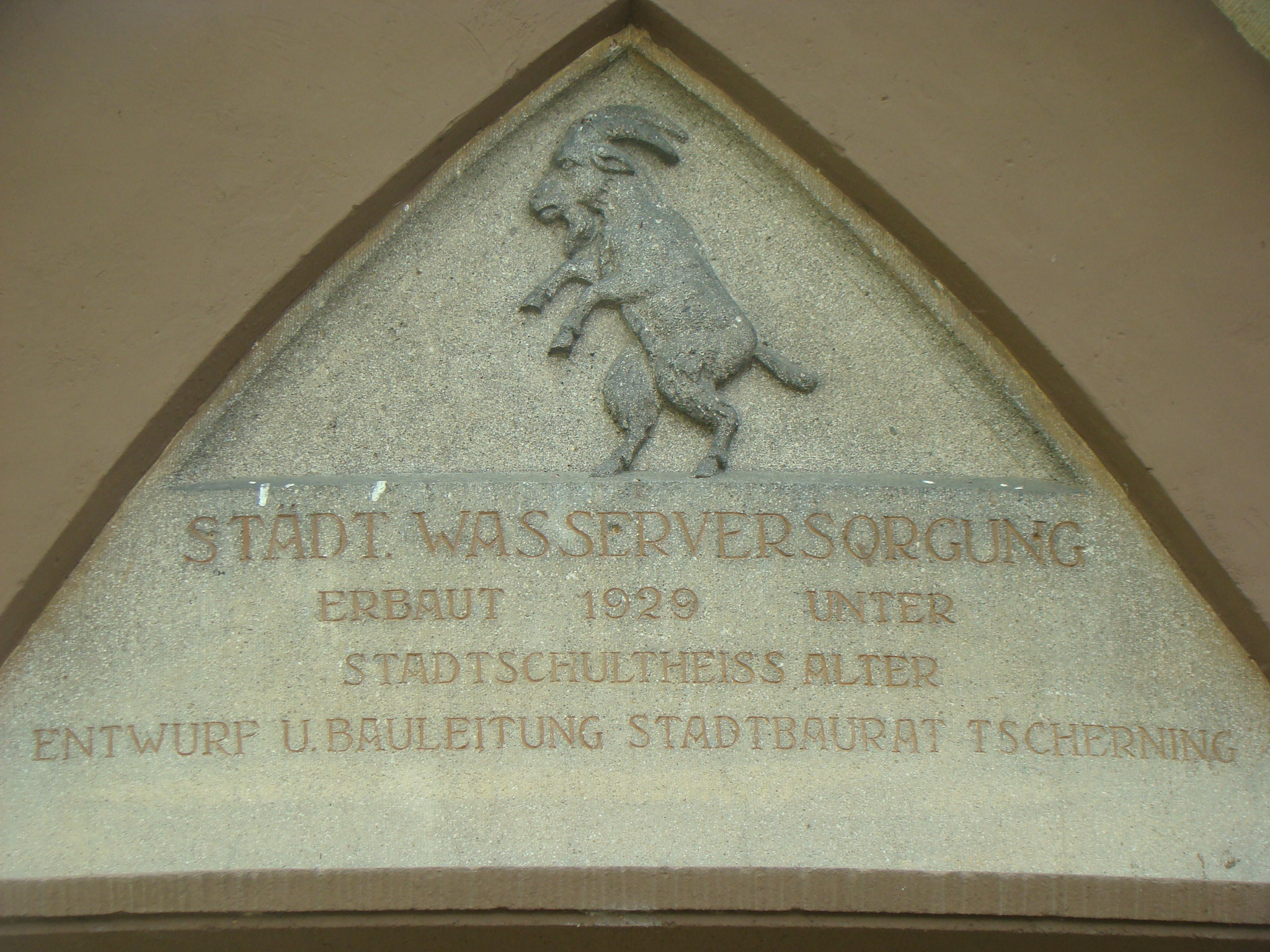
Inschrift über der Pforte

Der Wasserturm in Böckingen wurde 1929 in expressionistischem Stil erbaut und gilt als das Wahrzeichen des Heilbronner Stadtteils Böckingen. Als Kulturdenkmal steht er unter Denkmalschutz.

## Geschichte
1899 baute die Stadtgemeinde Böckingen ein erstes Pumpwerk an der Großgartacher Straße und führte das Wasser in einen ersten Hochbehälter in der Ziegelei Böckingen. 1929 wurde im Widmannstal auf Neckargartacher Gebiet ein weiteres Pumpwerk eingerichtet. Auf dem Böckinger Schafberg oberhalb der Ziegelei wurde hierfür im selben Jahr der Wasserturm als Hochbehälter unter Stadtschultheiß Adolf Alter und nach einem Entwurf von Stadtbaurat Karl Tscherning erbaut.
Zwischen der Ortsbebauung und dem Wasserturm erstreckten sich einst ausgedehnte Gartenparzellen. Durch die Ausweisung von Neubaugebieten ist der Wasserturm inzwischen auf drei Seiten von Wohnhäusern umgeben, nur im Westen befinden sich noch Kleingärten.

## Beschreibung
Der Böckinger Wasserturm ist 38 Meter hoch und kann 500 Kubikmeter Wasser fassen. Sein Grundriss beschreibt einen Kreis. Sein Baustil ist expressionistisch. Über der Pforte befindet sich eine eingelassene Tafel, die den Böckinger Bock zeigt und darunter die Inschrift: „Städt. Wasserversorgung – Erbaut 1929 unter Stadtschultheiss Alter – Entwurf u. Bauleitung Stadtbaurat Tscherning.“